# Sarah Flind
Sarah Flind est une actrice britannique.

## Filmographie

### Cinéma
- 1996 : Masculine Mescaline : Sheila
- 1999 : L'Honneur des Winslow : Violet
- 2001 : Gosford Park : Ellen
- 2006 : The Holiday : Market Clerk
- 2012 : Les Misérables
- 2014 : Maléfique : la servante de chambre de la Princesse Oriane
- 2014 : The Beat Beneath My Feet : Nina

### Télévision
- 1990 : Screen One : la secrétaire de Jackie (1 épisode)
- 1991 : 4 Play : Susan (1 épisode)
- 1991 : The House of Eliott : Babs Carew (1 épisode)
- 1992 : Les Règles de l'art : Librarian (1 épisode)
- 1993-2004 : The Bill : une avocate et Susan Allenby (3 épisodes)
- 1992 : The Perfect Posse : Maggie
- 1994 : Nice Day at the Office : Caroline (1 épisode)
- 1995 : The Tomorrow People : Lynzie Motherwell (3 épisodes)
- 1997 : Hetty Wainthropp Investigates : Noreen (1 épisode)
- 1998 : Casualty : Alice Bates (1 épisode)
- 1998 : Out of Sight : Barbara (1 épisode)
- 1998 : Norman Ormal: A Very Political Turtle : Tory
- 1998 : EastEnders : Jean (1 épisode)
- 1999 : Oliver Twist : faite maison (2 épisodes)
- 2000 : Holby City : Sara (1 épisode)
- 2001 : Judge John Deed : Dr Gail Smith (1 épisode)
- 2003 : Septième Ciel : Cheryl Blake (1 épisode)
- 2003 : Strange : la gérante de la piscine (1 épisode)
- 2003 : My Hero : la grosse femme (1 épisode)
- 2004 : Pissed on the Job : la mère
- 2004 : Doctors : Angela Mayhew (1 épisode)
- 2008 : The Children : la réceptionniste de l'école
- 2009 : Londres, police judiciaire : Sarah (1 épisode)
- 2011 : Top Boy : une infirmière (1 épisode)